# Phytomyza pedicularidis
Phytomyza pedicularidis är en tvåvingeart som beskrevs av Spencer 1969. Phytomyza pedicularidis ingår i släktet Phytomyza och familjen minerarflugor. Inga underarter finns listade i Catalogue of Life.